# Shawn Lee
Shawn Lee est un compositeur multi-instrumentiste, producteur et chanteur américain, né en 1963.
Shawn Lee est originaire de Wichita (Kansas). En 1988, il s'installe à Los Angeles où il commence à écrire et devient ami avec Jeff Buckley. En 1995, il s'installe à Londres. Son premier véritable album Monkey Boy sort en octobre 2000. Touche-à-tout, il a depuis publié plus de 40 albums - certains sous son nom, d'autres sous les noms de Shawn Lee's Ping Pong Orchestra, Young Gun Silver Fox (aux côtés d'Andy Platts, de Mamas Gun), AM & Shawn Lee, Bei Bei & Shawn Lee ou encore Shawn Lee & the Soul Surfers - et collaboré avec différents artistes Lana del Rey, Amy Winehouse, Alicia Keys... 
Ses musiques ont été utilisées dans divers films, séries télévisées et publicités.
Il a aussi notamment réalisé les BO des jeux vidéo Canis Canem Edit, Zombie Playground et Sleeping Dogs.

## Discographie

### Albums
- Discomfort (1996)
- Monkey Boy (2000)
- Planet of the Breaks
- Beneath the Planet of the Breaks
- Ape Breaks Vol. 1-5 (2002-2003)
- Harmonium (2005, au Japon)
- Soul Visa (2006)
- Bully / Canis Canem Edit Original Soundtrack (2006)
- Under the Sun Original Motion Picture Soundtrack (2008)
- Psychedelic Percussion (2008)
- Clutch of the Tiger (avec Clutchy Hopkins) (2008)
- Soul in the Hole (2009)
- Fascinating Fingers (avec Clutchy Hopkins) (2009)
- Into the Wind (avec Bei Bei) (2010)
- Sing a Song (2010)
- Celestial Electric (avec AM) (2011)
- Synthesizers in Space (2012)
- La Musique numérique (avec AM) (2013)

#### Shawn Lee's Ping Pong Orchestra
- Music and Rhythm (2004)
- Moods and Grooves (2005)
- Strings & Things (2006)
- Voices and Choices (2007)
- Hits the Hits! (2007)
- A Very Ping Pong Christmas: Funky Treats from Santa's Bag (2007)
- Miles of Styles (2008)
- Hooked Up Classics (2010)
- World of Funk (2011)
- Reel to Reel (2012)

#### Shawn Lee's Incredible Tabla Band
- Tabla Rock (2011)

#### Lord Newborn & The Magic Skulls
- Lord Newborn & The Magic Skulls (avec Money Mark et Tommy Guerrero) (2009)

#### The Superimposers
- Sunshine Pops! (avec Dan Warden et Miles Copeland) (2010)

#### Young Gun Silver Fox
- West End Coast (2015)
- AM waves (2018)
- Canyons (2020)
- Ticket to Shangri La (2022)